# Högern (politiskt parti)
För det svenska partiet som tidigare hette Högern, se Moderaterna
Högern (italienska: La Destra) är ett italienskt högerparti bildat den 3 juli 2007 på initiativ av Francesco Storace, Teodoro Buontempo, Daniela Santanchè och fyra andra parlamentariker från nationalkonservativa Nationella alliansen. Santanchè valdes till talesperson för partiet och var dess premiärministerkandidat, för valalliansen la Destra-Fiamma Tricolore, i parlamentsvalet 2008, i vilket man erhöll omkring 900 000 röster.
Högern är federalt uppbyggt, flera regionala partier (Sicilianska alliansen, Unitalia och Tavernalistan) är anslutna till partiet.
Partiet är inte representerat i parlamentet.
Representanter för La Destra bjöds av Sverigedemokratisk Ungdom in att delta vid en demonstration i Malmö den 15 oktober 2011.